# Carretera Estatal de Indiana 7
La Carretera Estatal de Indiana 7, y abreviada SR 7 (en inglés: Indiana State Road 7) es una carretera estatal estadounidense ubicada en el estado de Indiana. La carretera inicia en el sur desde la IN 56     en Madison hacia el norte en la IN 46  cerca de Columbus. La carretera tiene una longitud de 65,8 km (40.9 mi).

## Mantenimiento
Al igual que las autopistas interestatales, y las rutas federales y el resto de carreteras estatales, la Carretera Estatal de Indiana 7 es administrada y mantenida por el Departamento de Transporte de Indiana por sus siglas en inglés INDOT.

## Cruces
La Carretera Estatal de Indiana 7 es atravesada principalmente por la:
- US 50     en North Vernon
- US 31  cerca de Columbus.